# Гарбахоса, Хавьер
Хавьер (Ксавье) Гарбахоса (фр. Xavier Garbajosa, родился 5 декабря 1976 в Тулузе) — французский регбист, игравший на позиции вингера, центрового и фулл-бэка; ныне — тренер.

## Биография

### Клубная карьера
Регби занимался с 5 лет. Выступал на протяжении всей своей карьеры за клуб «Тулуза», последний сезон 2007/2008 провёл в «Авирон Байонне». О завершении карьеры объявил 31 декабря 2008 года.

### Карьера в сборной
В сборной дебютировал 7 марта 1998 в матче против Ирландии. Провёл 32 игры и набрал 35 очков. Вице-чемпион мира 1999 года, на Кубке пяти наций 1998 и Кубке шести наций 2002 годов выигрывал главный приз и Большой шлем.

### Травмы
Хавьер несколько раз перенёс хирургические вмешательства: в 1995 году на чемпионате мира среди юниоров он получил травму левого колена (разрыв крестообразных связок), что сказалось на его дальнейших выступлениях. В 2003 году из-за рецидива он пропустил матчи всего чемпионата мира в Австралии и почти весь 2004 год не выступал. Вернулся в регби только 27 августа 2005 в матче с «Сексьон Палуаз».

### Тренерская карьера
С 2008 по 2014 годы тренировал юниорский состав «Тулузы», с июня 2014 по 2018 годы был в тренерском штабе «Стад Рошле» совместно с Патрисом Коллацо и Фабрисом Рибейролем, тренируя трёхчетвертных и оттачивая их регбийную технику. В сезоне 2018/2019 был главным тренером «Стад Рошле», с 2019 года назначен тренером клуба «Монпелье Эро».
Гарбахоса принял клуб «Лион» в 2022 году. Под его руководством команда впервые за долгое время оказалась на третьей строчке турнирной таблицы Топ-14, но проиграла «Бордо» в 1/4 финала.

### Вне игровой карьеры
В сезоне 2013/2014 Хавьер был ведущим спортивных передач на Sud Radio, с 2014 года работает комментатором и телеведущим на канале Eurosport.

## Достижения

### Клубные
- Чемпион Франции: 1997, 1999, 2001
- Вице-чемпион Франции: 2003, 2006
- Победитель Кубка Хейнекен: 2003, 2005
- Победитель Кубка Франции: 1998
- Чемпион Франции среди юниоров: 1994, 1995
- Чемпион Пиреней среди юниоров: 1993

### В сборной
- Вице-чемпион мира: 1999
- Чемпион мира среди юниоров: 1995
- Чемпион Кубка пяти (шести) наций и обладатель Большого шлема: 1998, 2002

### Личные
- Лучший по попыткам в чемпионате Франции: 2001, 2002, 2003